# Murat Direkçi
Murat Direkçi (Antwerpen, 17 juli 1979) is een Turks-Belgisch kick- en thaibokser.

## Levensloop
Direkçi is het middelste kind in een gezin met drie kinderen. Zijn ouders zijn afkomstig uit de Turkse stad Konya. Omstreeks zijn 13e levensjaar begon hij met kyokushinkai, maar hij stapte later over naar het thaiboksen.
In 2009 werd hij in de Lotto Arena te Antwerpen de eerste It's Showtime-wereldtitelhouder in de categorie max70 nadat hij Gago Drago had verslagen. Direkçi verdedigde in oktober 2009 te Lommel zijn titel succesvol tegen Chahid Oulad El Hadj. In december 2010 verloor hij zijn titel echter aan Chris Ngimbi.
In de film Cool Abdoul (2021) van regisseur Jonas Baeckeland speelt hij een bijrol.